# Skyddsmask
| Skyddsmask |
| --- |
| Militär skyddsmask Civil skyddsmask Del av: Skyddande ansiktsmasker - Skyddsmask (gasmask) - Andningsmask (andningsapparat) - Andningsskydd - Munskydd (sjukvård) - Ansiktsskydd |

Skyddsmask (formellt), gasmask (folkmun), ibland även andningsskydd (se avsnittet benämning och definition), är en ansiktsmask som skyddar användarens andningsvägar och ögon mot giftiga gaser och skadliga partiklar i aerosolform. Skyddsmasker används huvudsakligen inom den militära sektorn men används bland annat även inom den kemiska industrin, vid brandbekämpning och inom polisen.
En skyddsmask täcker normalt hela ansiktet, en så kallad helmask, och har en åtsittande form för att skydda ögon, näsa och mun från ovannämnda faror. Det finns dock även skyddsmasker som täcker halva ansiktet, en så kallad halvmask, som enbart skyddar näsa och mun. Dessa är till för att användas i kombination med skyddsglasögon för att skydda ögon. För att skapa säker andning låter man inandningsluften gå igenom luftfilter för att filtrera bort allt som annars skulle skada individen vid inandning. 
Det moderna konceptet av skyddsmasker utvecklades ursprungligen som ett svar mot den gaskrigföring som fördes under första världskriget men maskens roll har  sedan dess utökats som skydd mot mer än bara gas. Därför används skyddsmasker inte enbart militärt idag, utan även inom andra områden som innehåller farliga andningsmiljöer, till exempel arbeten i starkt kontaminerade miljöer. På grund av maskens åtsittande form fungerar den även som stänkskydd mot giftiga substanser. 
Militärt är skyddsmasken fortfarande i modern tid en viktig del av den enskilde soldatens utrustning. Trots att majoriteten av världens länder (ej Egypten, Nordkorea och Sydsudan) har skrivit under konventionen om förbud mot kemiska vapen så ser man fortfarande kemiska vapen som ett hot. Bortom detta är skyddsmasker även användbara mot andra faror i krigssituationer, till exempel bränder, rökridåer och tårgas, samt farliga ämnen ej utspridda i militärt syfte.

## Funktion
Funktionen hos skyddsmasker är att hålla inandningsluften hos användaren ren och säker att inandas. För att åstadkomma detta filtreras inandningsluften genom ett eller flera luftfilter. Efter att inandningsluften filtrerats leds den igenom maskens ögonvrå för att motverka imma eller kondens på glaset innan den leds till näsa eller mun för andning. Vid utandning leds luften till en andningsventil och trycks ut ur masken.
Luftfiltren på skyddsmasker är ofta utformade som externa moduler på masken och brukar se ut som burkar eller askar. De sitter oftast på sidorna eller frontalt på skyddsmasken men i vissa fall sitter de på änden av en slang som sitter monterad på masken i motsatt ände, varav dessa filter bärs i en väska eller annat fäste på användarens kropp.  Andningsventilen sitter oftast framför munnen på masken.
Luftfiltren brukar i regel vara borttagbara för att tillåta rengöring och utbyte av filter. Luftfiltermodulerna brukar i sig gå att öppna för att komma åt själva filtren för underhåll, vanligen genom att skruva isär de som en burk med lock. Beroende på modell är det även vanligt att andra komponenter av masken går att ta bort för underhåll eller utbyte, till exempel andningsventilen och ögonglasen.
Skyddsmasken kan skydda mot olika ämnen beroende på val av filter. I militära sammanhang är det vanligaste att man vill skydda soldater mot kemiska och biologiska stridsmedel. Relativt inerta gaser av låg molekylvikt, såsom kolmonoxid, och gaser i mycket hög koncentration, såsom klorgas vid stora läckage, kan vara svåra eller omöjliga att filtrera bort. I dess fall när filter inte längre är dugliga används istället så kallande andningsmasker som då är kopplade till en luftreservoar och undviker filtrering. Vid dessa fall använder man även skydd mot gift som tar sig in genom huden i form av en helskyddsdräkt med egen luftförsörjning som kallas kemdykardräkt inom räddningstjänsten.

## Benämning och definition
Det finns diverse namn och benämningar för skyddsmasker i vardagligt tal och många namn gränsar även över till andra typer av skyddande ansiktsmasker, vilket i sin tur lägger en gråzon över definitionen av en skyddsmask.
Till exempel finns det så kallade "andningsskydd", vilka fungerar som en skyddsmask i att de filtrerar luften som andas in av användaren, men skiljer sig i att de primärt bara skyddar mot luftburna partiklar och inte mot gas. De är traditionellt engångsapparater som ska slängas efter användning. De är dessutom vanligen utformade som halvmasker och skyddar därför inte ögonen. Lufttillförseln är även mycket låg och de rekommenderas inte för stängda utrymmen. I vissa fall används dock benämningen andningsskydd på kommersiell nivå som benämning för skyddsmasker och som samlingsnamn för skyddande ansiktsmasker vilket gör definitionen av benämningen en gråzon. I USA till exempel är benämningarna skyddsmask (engelska: gas mask) och andningsskydd (engelska: respirator) synonymer till varandra och särskiljs egentligen bara formellt av att "gas mask" (skyddsmask) är en specifik typ av "respirator" (andningsskydd).
Sedan finns det så kallade "andningsmasker" (ibland även kallade andningsskydd), vilka ej liknar ovan nämnt "andningsskydd" men liknar den traditionella skyddsmasken. Andningsmasker liknar skyddsmasker i utformning då de oftast täcker hela ansiktet och består av kraftigare materiell som gummi och härdplast, men skiljer sig i att de inte filtrerar luften som andas in, utan istället förser användaren med syre från ett luftpaket (även kallat flaskpaket) som vanligen sitter på användarens rygg. Andningsmasker fungerar därför inte som eget system utan tillhör större system kallade andningsapparater (exempeltyper: tryckluftsapparat, syrgasapparat), vilka innehåller mask, syreförråd och syretillförsel. Andningsmasker används under förhållanden där det inte finns tillräckligt med syre i omliggande utrymme för kunna andas ens med filtreringssystem. Andningsmask används vanligen för lättdykning, rökdykning och kemdykning.

### Tjänstebenämning
I Sverige inom tjänstejobb som polis, räddningstjänst, militär, etc, benämns skyddsmasker som "skyddsmask". Skyddsmasker för civila kallas militärt för folkskyddsmask.
Skyddsmasker har dock tidigare formellt benämnts som "gasmask" och kallades så på grund av maskens dåvarande primära uppgift, att skydda användaren mot stridsgas. Stridsgas var ett stort hot under första världskriget och står som grund till utvecklingen av masken. Dock fick masken snabbt ett större användningsområde som skydd mot rök och andra luftburna kemiska vapen, vilket ledde till att den svenska militären under början av kalla kriget ändrade benämningen från gasmask till skyddsmask. Den första militära masken att gå i bruk med beteckningen skyddsmask var Skyddsmask m/51.

### Civilbenämning
Inom civilt bruk kallas normalt skyddsmasker för gasmask efter engelskans "gas mask". Dock brukar detta mest klassas som folkmun då man civilt använder dessa masker som skydd mot skadliga luftburna partiklar och inte mot gas. Civilt brukar skyddsmasker säljas under namnet andningsskydd.

## I Sverige

### Försvarsmakten

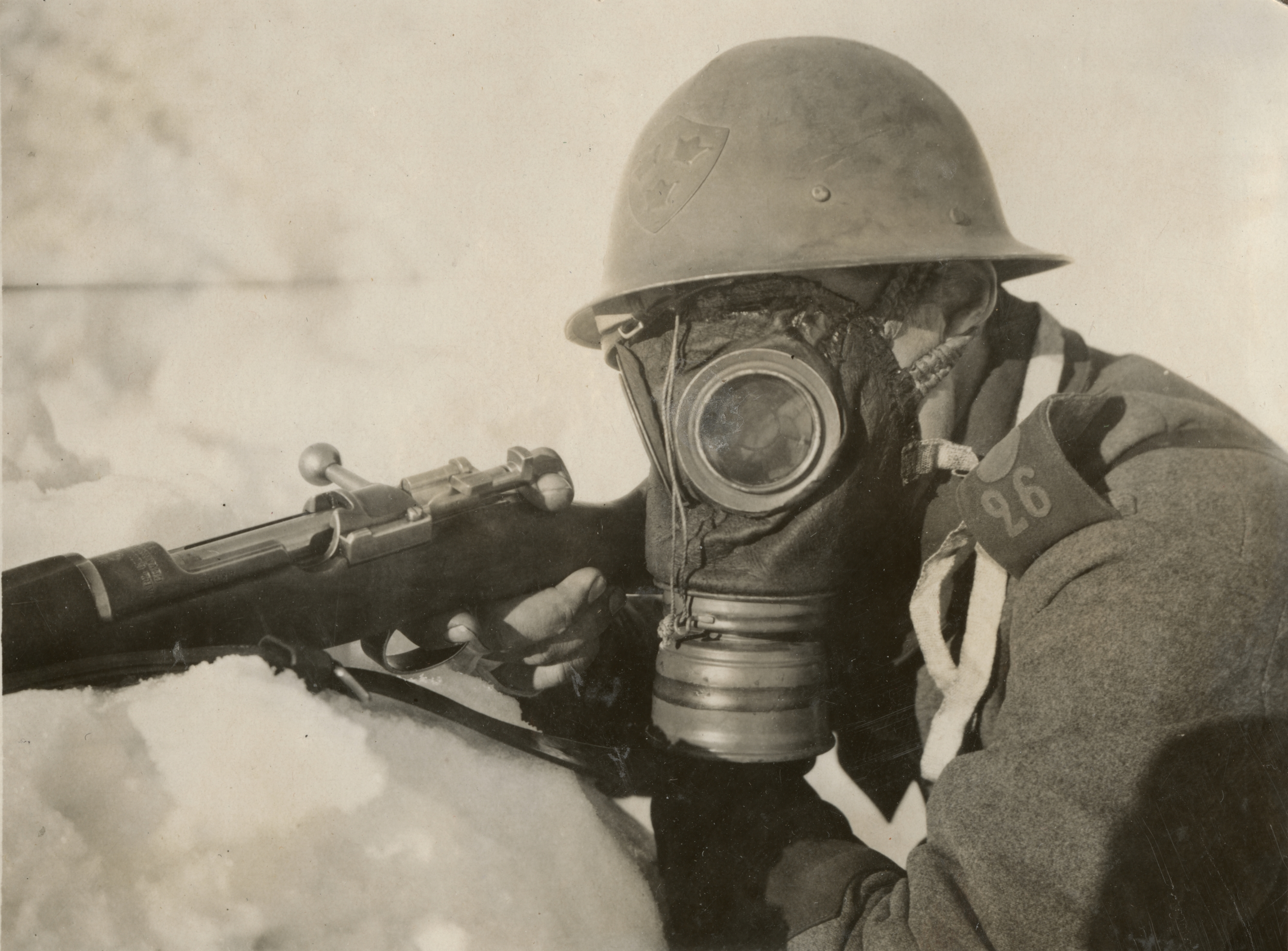
Svensk soldat 1924 med en hjälm m/21 och en gasmask m/23.

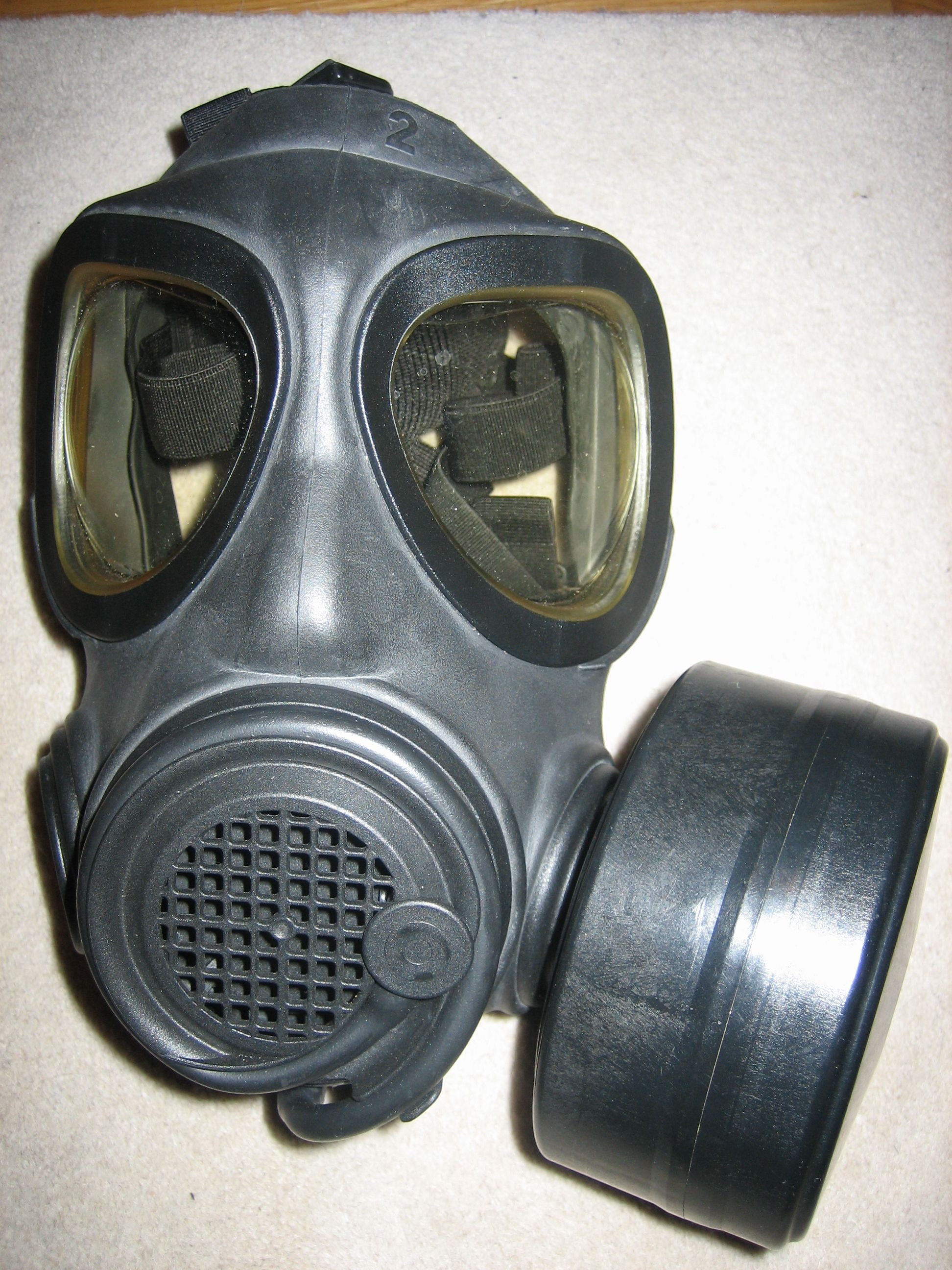
Skyddsmask av modell skyddsmask 90. Luftfiltret sitter till höger med utandningsventilen framtill på masken. Luften leds in i ögonvrån för att motverka imma på glaset.

Inom svenska Försvarsmakten används numera enbart termen skyddsmask, ej gasmask. Försvarsmakten använder sig numera av Skyddsmask 90, som från mitten av 1990-talet ersatte den tidigare Skyddsmask m/51 från 1950-talet, som i sin tur ersatte Gasmask m/31 (Gasmask m/31-36 med väskfiltret ersatt av ett maskfilter, och Gasmask m/31-62 med nyare ventilhus och modernare filter), som i sin tur ersatte Gasmask m/23 som var armens första gasmask.
Skyddsmask 90 väger 440 gram och finns i tre storlekar. Till masken används NBC Filter 381 som väger 280 gram och tillsammans med masken ges ett skydd mot nukleära, biologiska och kemiska stridsmedel.

### Befolkningsskydd
Sverige lade under kalla kriget upp stora förråd av gasmasker, från slutet av 1960-talet skyddsmasker och skyddskläder för civilbefolkningen. Riksdagen beslutade 1982 att hela befolkningen i händelse av krig, skulle kunna erbjudas skydd mot ABC-verkan. Dessa "folkskyddsmasker" (Folkskyddsmask typ 33B, som 1972 hade ersatt Folkgasmask 32) tillverkades av Forsheda AB i över sju miljoner exemplar tillsammans med skyddsjackor och skyddsväskor. Den del av befolkningen som inte fick skydd härigenom ansågs erhålla det genom försvarsmaktens försorg. För barn fanns det speciella kläder och även skydd som var anpassade för barnvagnar. 1994 när det kalla kriget var slut upphörde nytillverkningen av andningsskydd.

## Galleri

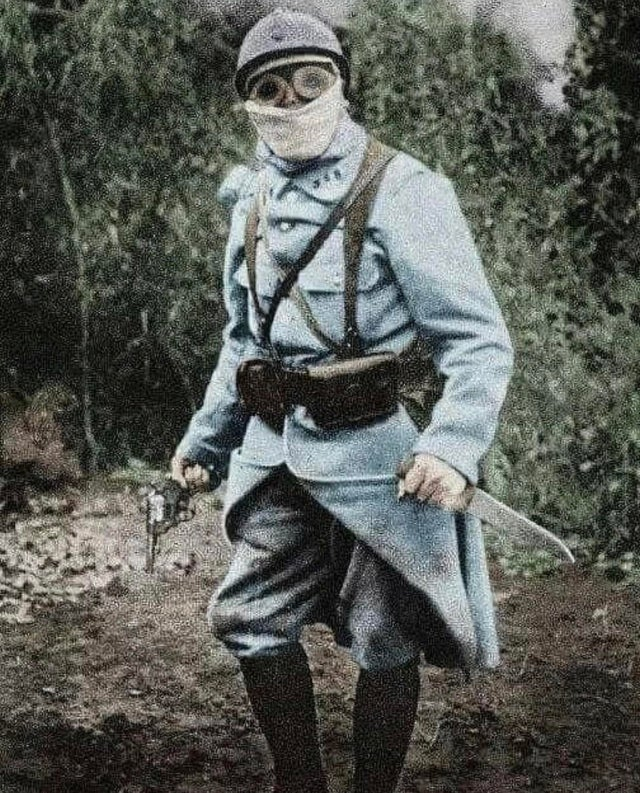
Fransk soldat under första världskriget som bär en primitiv skyddsmaskanordning bestående av en trasa över mun och näsa som filtrerar inandningsluft och ett par skyddsglasögon för ögonen, båda dränkta i kemikalier för att neutralisera inkommande gas, 1915.
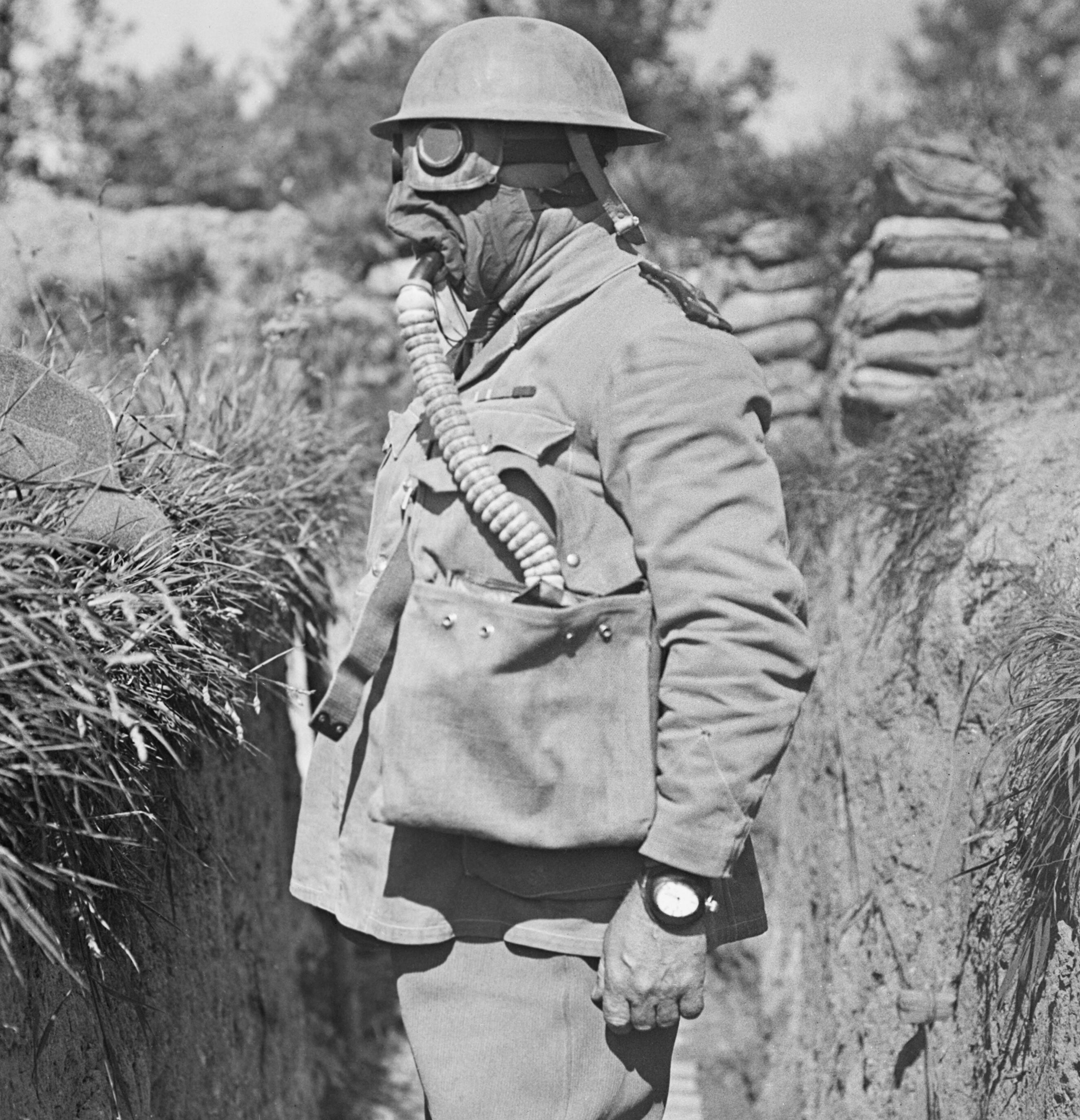
Brittisk soldat under första världskriget som bär en fabrikstillverkad skyddsmask. Denna typ av skyddsmask har filtret i en väska på soldatens sida.
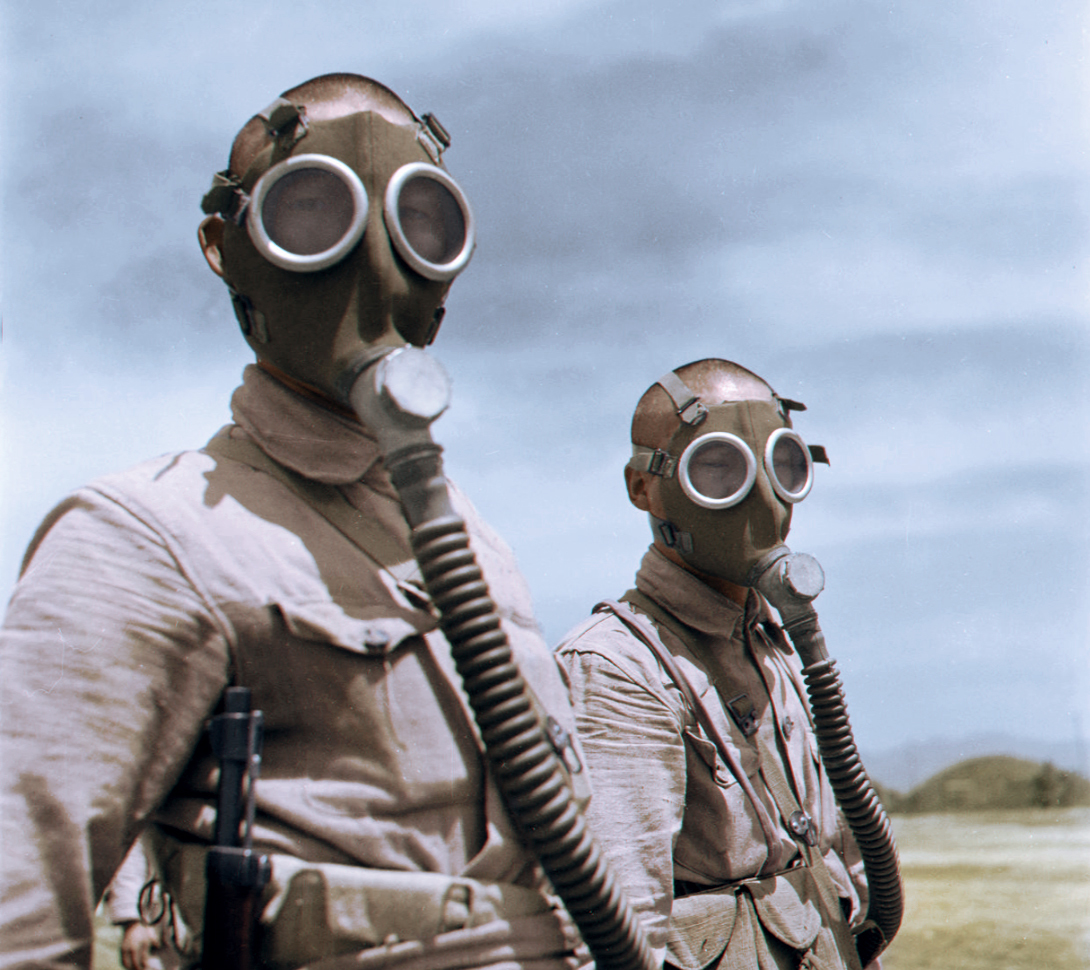
Två kinesiska soldater som bär skyddsmasker på det militära utbildningscentret Pihu i Fujian-provinsen, Kina 1944.
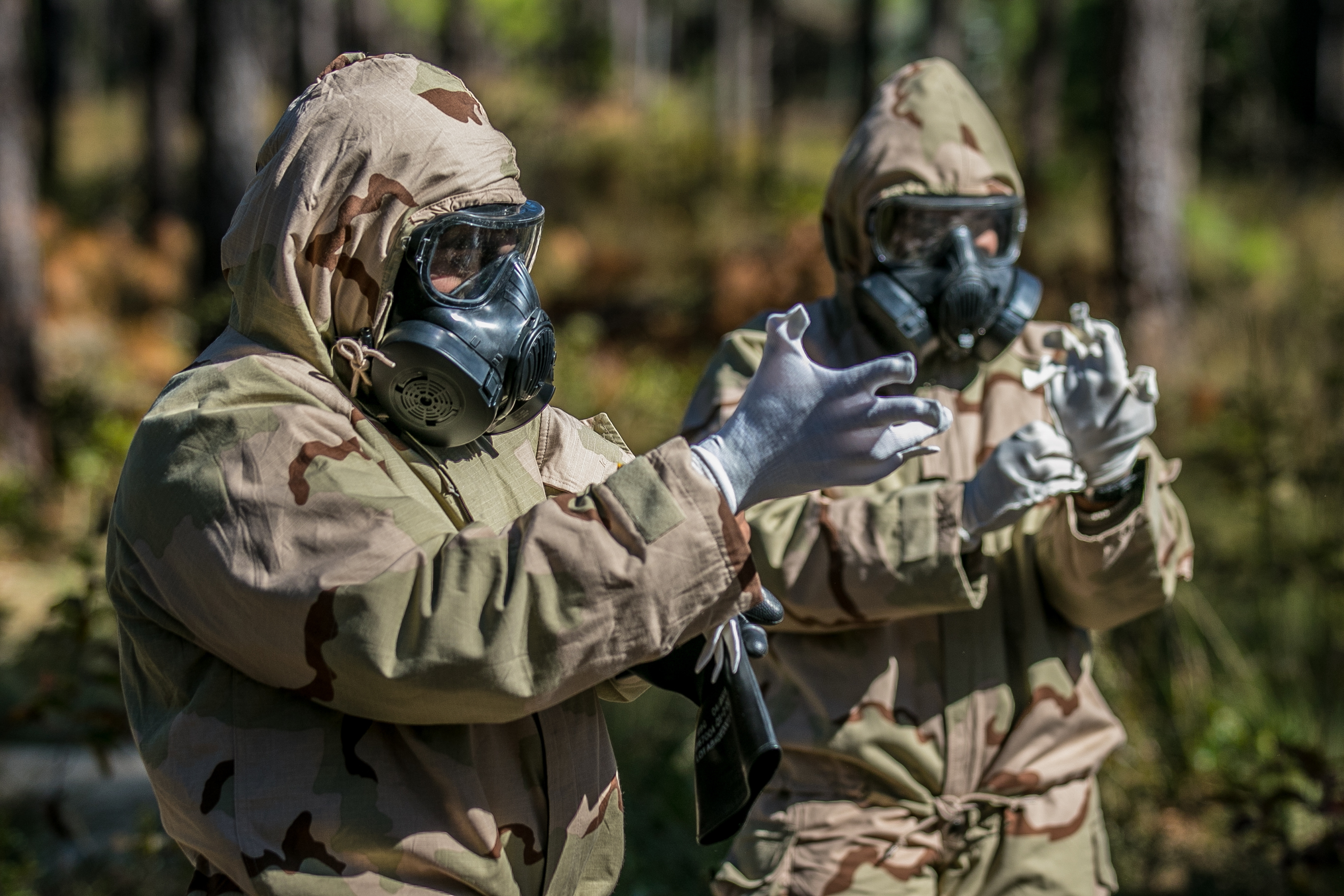
Amerikanska soldater i skyddsmask